# Стонотениски клуб Партизан
СТК Партизан је најтрофејнији српски стонотениски клуб из Београда и део је ЈСД Партизан. Највећи успех остварио је 1960. године када је постао вицешампион Европе.

## Историја
Основан је 20. октобра 1950. године, међутим још 1948. године у Централном дому ЈНА покренута је секција стоног тениса. Међу оснивачима су били Никола Мраовић, данас најстарији члан управе СТК Партизан, као и двојица врсних асова овог спорта Жарко Долинар и Јосип Вогринц. Клуб је од 1951. године наступао у Првој савезној лиги и те исте сезоне освојио 5. место, да би следеће године био трећи, а затим три године заредом други. То је време у коме су уз репрезентативца, Суботичанина, Јосипа Габрића, за СТК Партизан наступали Владета Павасовић, Љубиша Петровић, те браћа Владимир и Војислав Марковић. Прва шампионска титула освојена је 1956. године, друга одмах следеће године, а потом следе још две узастопне титуле 1959. и 1960. године. СТК Партизан је био и победник Купа Југославије 1962. године, а две године пре тога је био у врху самог европског стоног тениса јер је 1960. играо финале Купа европских шампиона, а 1961. године стигао је до полуфинала истог такмичења. Доласком у клуб легендарних Душана Османагића и Зорана Гајића, освојена је и пета шампионска титула 1966. године. Потом долази до „сушног“ периода у освајању титула иако предвођени Миливојем Каракашевићем - перјаницом нашег стоног тениса седамдесетих година. До нове титуле се чекало пуне 23 године, а донели су је 1989. године Александар Каракашевић, Илија Лупулеску, Јакшић и Гитарић, предвођени тренером Папићем. Одласком у иностранство Каракашевића, а доласком врхунских мајстора Зорана Приморца и Кинеза Ксиао Захие, створена је врхунска екипа која је освојила још три титуле првака Југославије 1990, 1991 и 1992. године и три пута стизала до полуфинала Купа европских шампиона 1989, 1990 и 1991. године. Највећа криза клуба наступила је 2002. године када је СТК Партизан због недостатка финансијских средстава избачен из свих такмичења, међутим након враћања у највиши ранг 2005. године, када ЈСД Партизан слави 60, а стонотениски клуб Партизан 55 година постојања, и сезону 2005/06 завршава тријумфално победом у финалу плеј-офа над Црвеном звездом, пехар екипног првака државе после четрнаест година, по 10. пут долази у витрине Партизана. Та шампионска екипа је играла у саставу : Илија Пољак, Горан Коцић, Немања Игњатов, Бранко Анушић, Жељко Машовић и Милош Ђерман, а екипа појачан репрезентативцем Золтаном Петеом, у сезони 2006/07 осваја и 11. титулу, опет победом у финалу плеј-офа над вечитим ривалом. Иако измењена и у освеженом младом саставу са Милошем Савићем и Миљаном Чабрилом, екипа Партизана 2007/2008 осваја и трећу узастопну титулу, укупно 12. и то након узбудљивог финала и победе над Војводином из Новог Сада. Сезону 2010/2011 стонотенисери Партизана су завршили у полуфиналу плеј-офа после пораза од највећег ривала Црвене звезде.
Са освојених 13 шампионских пехара, СТК Партизан је најтрофејнији и најуспешнији клуб у земљи, а поред овог треба поменути да је до 80-их година СТК Партизан имао и женску екипу, која је 4 пута освајала титулу првака Југославије: 1955, 1956, 1957 и 1960. године.

## Успеси

### Мушкарци
- Екипни првак државе СФРЈ, СРЈ, СЦГ и Србије : 13 пута
  - 1956, 1957, 1959, 1960, 1966, 1989, 1990, 1991, 1992, 2006, 2007, 2008, 2024.
- Победник купа Југославије : 1 пут
  - 1962.
- Финалиста Купа европских шампиона : 1 пут
  - 1960.
- Полуфиналиста Купа европских шампиона, : 4 пута
  - 1961, 1989, 1990 и 1991.

### Жене (угашен)
- Екипни првак државе ФНРЈ : 4 пута 
  - 1955, 1956, 1957, 1960.